# Article 118 bis de la Constitution belge

L'article 118 bis de la Constitution de la Belgique fait partie du titre III Des pouvoirs. Il offre la gratuité des transports publics aux membres des Parlements des communautés et des régions.
Il date du 25 mars 1996.

## Le texte
« À l'intérieur des frontières de l'État, les membres des Parlements des communautés et des régions, mentionnées aux articles 2 et 3, ont droit au libre parcours sur toutes les voies de communication exploitées ou concédées par les pouvoirs publics. »